# N 09
Die N 09 (kyrillisch Н 09) ist eine ukrainische Fernstraße. Sie führt von Lemberg in südlicher Richtung über Iwano-Frankiwsk bis zur rumänischen Grenze und dann weiter in westlicher Richtung bis nach Mukatschewo.

## Geschichte
Diese Strecke gehörte bis 1918 zum österreichischen Kronland Galizien und wurde als Deliatyner Reichsstraße bezeichnet. 
Die Straße zwischen Lemberg und Jablunyzja gehörte zwischen 1918 und 1939 zum Territorium der Zweiten Polnischen Republik und wurde durch das polnische Straßengesetz vom 10. Dezember 1920 zur Staatsstraße (droga państwowa) erklärt. Der angrenzende Streckenabschnitt führt durch die Karpatenukraine, die bis 1939 zur Tschechoslowakei und 1939–44 zu Ungarn gehörte.

## Verlauf
| 0 km   | Lemberg           |
|        | Wynnyky           |
| 21 km  | Kurowitschy       |
| 38 km  | Peremyschljany    |
| 70 km  | Rohatyn           |
|        | Burschtyn         |
| 104 km | Halytsch          |
| 130 km | Iwano-Frankiwsk   |
|        | Bohorodtschany    |
| 171 km | Nadwirna          |
| 186 km | Deljatyn          |
|        | Jaremtsche        |
|        | Jablunyzja-Pass   |
|        | Jassinja          |
| 270 km | Rachiw            |
| 288 km | Dilowe            |
| 304 km | Welykyj Bytschkiw |
|        | Tereswa           |
|        | Buschtyno         |
| 370 km | Chust             |
| 390 km | Wynohradiw        |
|        | Mukatschewo       |